# Tartaar (vlees)

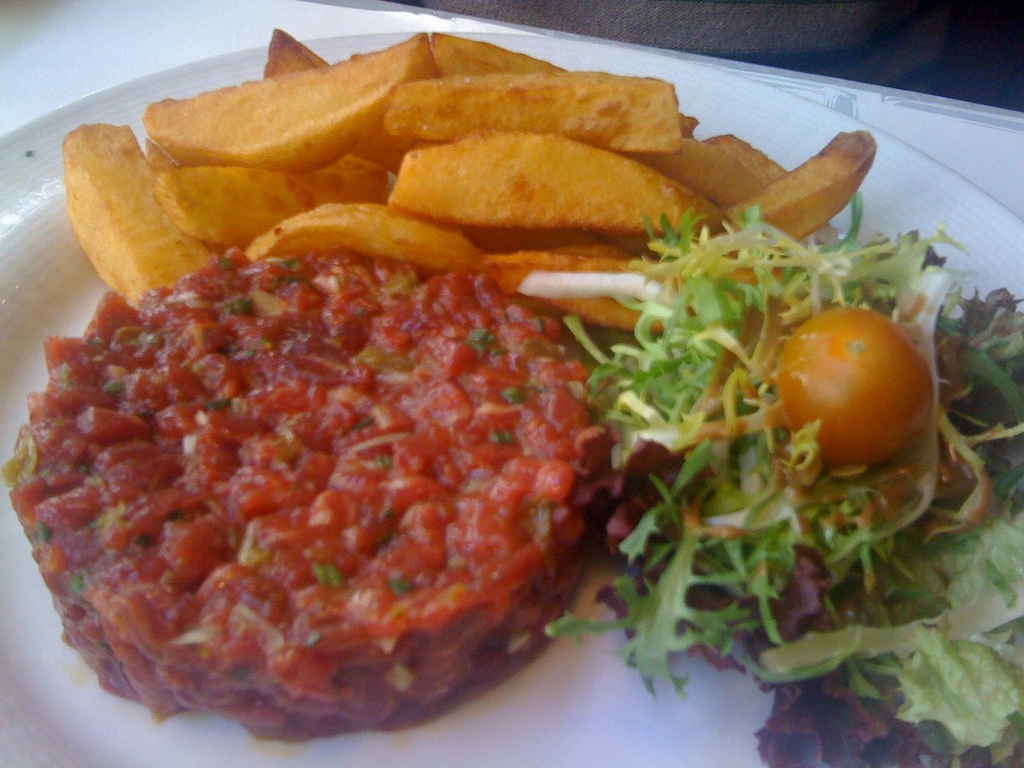
Steak tartaar

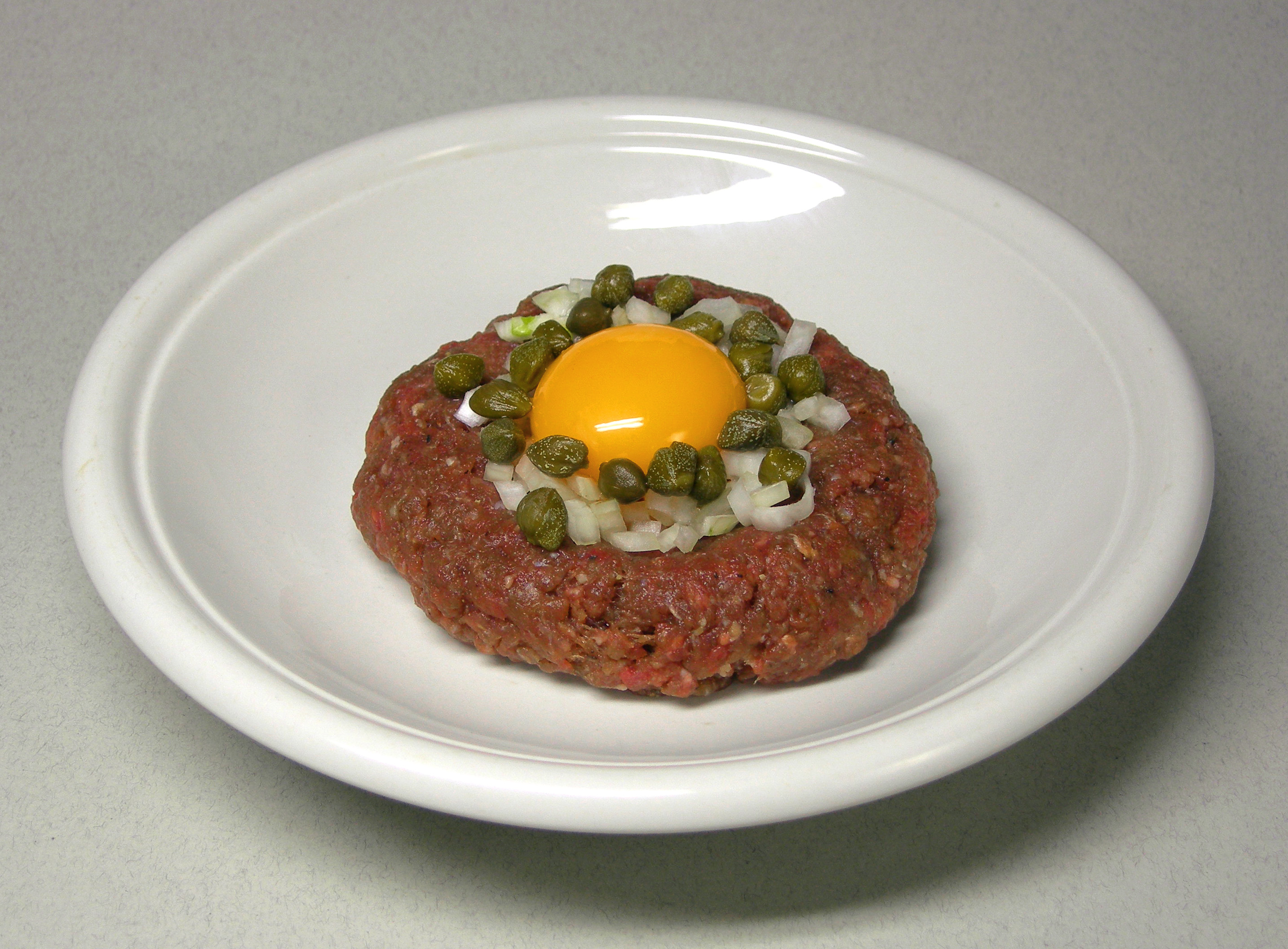
Tartaar met ei, kappertjes en ui

Tartaar is fijngehakt rundvlees, in principe biefstuk (ook wel rundertartaar of Duitse biefstuk). Fijngehakt rundvlees zou voor het eerst als gerecht zijn omschreven in de roman Michael Strogoff, de koerier van de tsaar van Jules Verne.

## Tartaar, americain, steak
Wat in Nederland tartaar heet, is nauw verwant met wat in België filet americain wordt genoemd. Wat in Nederland filet americain heet, lijkt sterk op wat in België préparé heet, oftewel gehakt rundvlees dat reeds is aangemaakt met andere ingrediënten zoals mayonaise of ei, peper, ui en kruiden. Wie in België om filet americain of gewoon americain vraagt, krijgt gemalen rundfilet 'natuur', zonder peper of andere toevoegingen.
Tartaar kan in winkels gekocht (in Nederland als tartaartje) worden maar ook zelf met mes of keukenmachine worden bereid door biefstuk te vermalen. Tartaar dient spoedig na aankoop gegeten te worden, omdat het snel bederft. Tartaar wordt zowel rauw als gebakken gegeten. De baktijd bedraagt hooguit circa 6 minuten, zodat het vlees sappig en van binnen rood blijft. 
Rauwe tartaar wordt als broodbeleg of voorgerecht gegeten, maar ook als snack of hoofdgerecht, dan in België geserveerd met friet. Het vlees wordt veelal gemengd met andere ingrediënten, zoals ei, zout, peper, ui, kappertjes en soms worcestersaus, mayonaise en ketchup. Onder meer in België wordt dit gerecht benoemd als 'steak tartare'. In een restaurant wordt het gerecht vaak opgediend als afzonderlijke ingrediënten. De klant of de kok doseert en mengt dan naar smaak. Soms wordt het vlees op de tafel van de klant gemalen zodat deze zicht heeft op de kwaliteit van het gebruikte vlees.

## Geschiedenis
De naam tartaar zou een afkorting zijn van gerechten met de toevoeging  "à la tartare" of "geserveerd met tartaarsaus" wat populair werd in de late 19e en vroege 20e eeuw. Deze saus zou omstreeks 1900 bedacht zijn door Franse koks die mayonaise wilden verrijken met ingrediënten uit een Russische saus.  
Tartaar werd ook voor het eerst geserveerd in het begin van de 20e eeuw in Franse restaurants. Wat nu  "steak tartare" heet werd toen 'steack à l'Americaine' genoemd. Als deze steak met tartaarsaus werd opgediend heette deze steak tartare. Dit verschil verdween in de loop van de tijd, zodat de steak ook zonder de saus steak tartare ging heten.
Hoewel het verhaal hardnekkig is, heeft het woord tartaar niets te maken met het Mongools/ Turkse steppenvolk Tataren (zonder tussen-R), dat met lappen vlees onder het zadel zou hebben gereden om het mals te maken.

## Voedselveiligheid en kwaliteit
Omdat tartaar een rauw vleesproduct is, bederft het snel. Het verkeerd gebruik van het product kan leiden tot diarree of zelfs tot voedselvergiftiging. Bij de bereiding van het product moeten de hoogste hygiëne-eisen in acht genomen worden.  Toch wordt ouderen, mensen met verminderde weerstand, zwangeren en jonge kinderen ontraden tartaar te eten vanwege de gezondheidsrisico's die gepaard gaan met het nuttigen van rauw vlees.
Een onderzoek (uitgevoerd in 2008) naar de kwaliteit van broodjes belegd met tartaar door de Belgische consumentenorganisatie Test-Aankoop toonde aan dat 42% varkensvlees bevatte, terwijl de wet zuiver rundvlees voorschrijft. Soms bleek sulfiet toegevoegd, wat niet wettelijk verboden is in Nederland. De bereidingen werden als erg zout en vet beoordeeld.